# Lycée Sisowath
Le lycée Preah Sisowath (en khmer : វិទ្យាល័យព្រះស៊ីសុវត្ថិ) est une école secondaire située à Phnom Penh, au Cambodge. L'école a été fondée en 1873 en tant que collège et est devenue un lycée en 1933. L'établissement est dénommé d'après le roi Sisowath Ier .

## Personnalités liées à l'établissement

### Élèves
- Nguyễn Thị Bình, femme politique vietnamienne